# Pyongyang Sports Club
Pyongyang Sports Club (hangul 평양시체육단, hanča 平壤市體育團, přepis do latinky P’yŏngyang Si Cheyuk Dan, doslova Pchjongjangský městský sportovní klub) je severokorejský sportovní klub, sídlící v hlavním městě Pchjongjang. Známý je zejména díky svému fotbalovému oddílu, který hraje Severokorejskou fotbalovou ligu a pětkrát se stal mistrem země: v letech 1991, 2004, 2005, 2007 a 2009.
Klub byl založen Kim Ir-senem v roce 1956, v roce 1971 se sloučil s týmy Moranbong Sports Club a Rodongja Sports Club. Jeho největším rivalem je armádní Klub 25. dubna. Vzhledem k mezinárodní izolaci země je o fungování všech severokorejských klubů známo jen velmi málo.